# Scolesa mucida
Scolesa mucida är en fjärilsart som beskrevs av Eugène Louis Bouvier 1927. Scolesa mucida ingår i släktet Scolesa och familjen påfågelsspinnare. Inga underarter finns listade.